# Кокшов-Бакша
Кокшов-Бакша (слч. Kokšov-Bakša) насељено је мјесто са административним статусом сеоске општине (слч. obec) у округу Кошице-околина, у Кошичком крају, Словачка Република.

## Становништво
| Година:    | 1994. | 2004.   | 2014.    | 2024.    |
| ---------- | ----- | ------- | -------- | -------- |
| Број људи: | 1078  | 1046    | 1174     | 1335     |
| Разлика:   |       | -2,96 % | +12,23 % | +13,71 % |

| Година:    | 2023. | 2024.   |
| ---------- | ----- | ------- |
| Број људи: | 1310  | 1335    |
| Разлика:   |       | +1,90 % |

Према подацима о броју становника из 2011. године насеље је имало 1.117 становника.